# Bisdom Kalamazoo

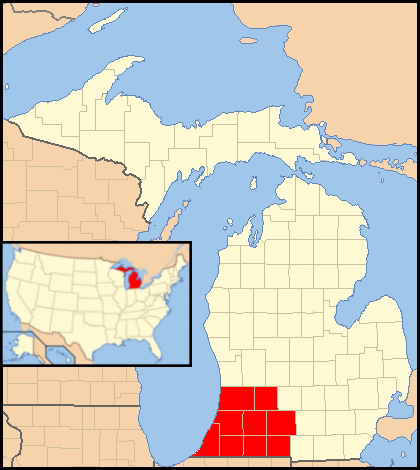
het bisdom (rood) binnen de kerkprovincie Detroit

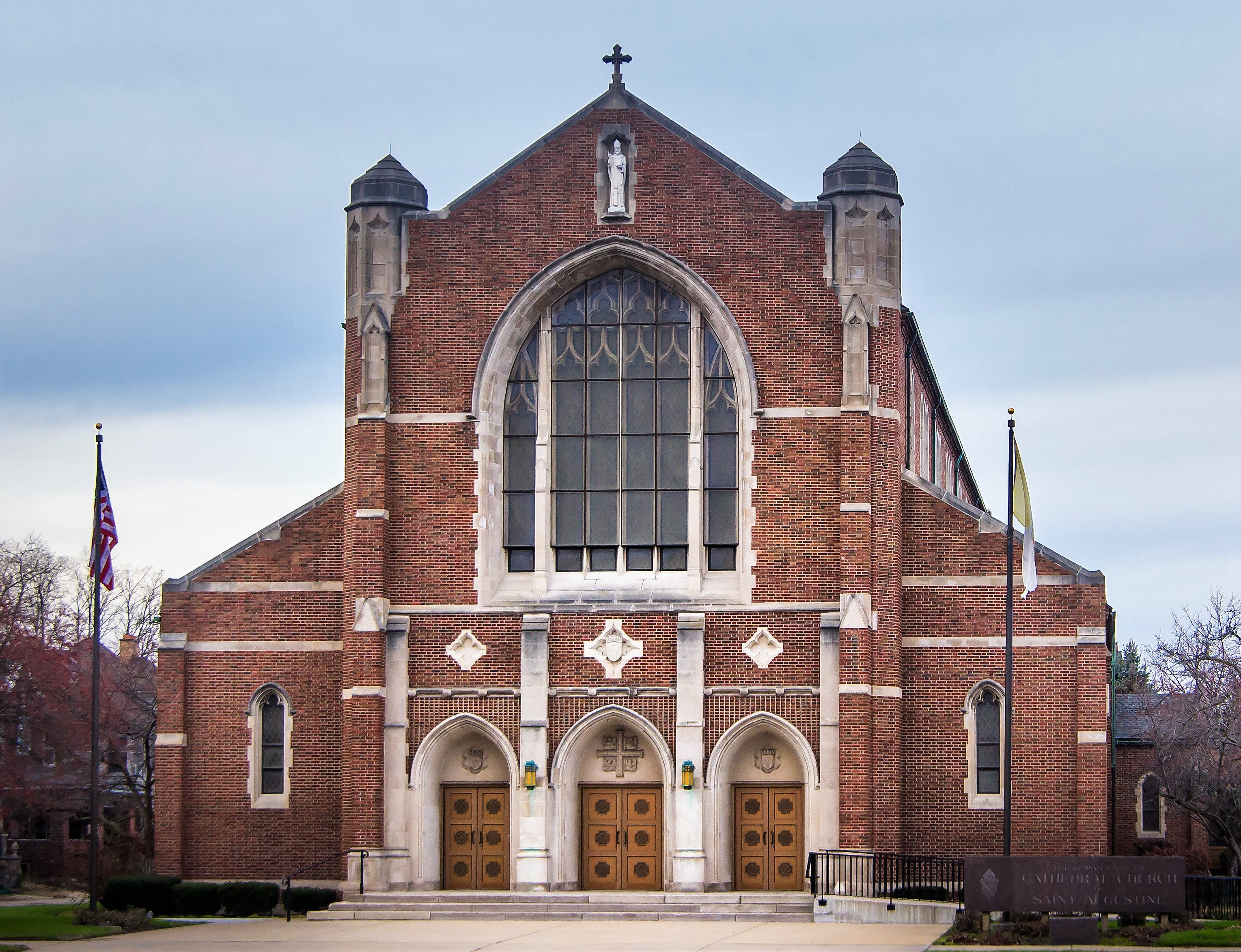
De Sint-Augustinuskathedraal van Kalamazoo

Het bisdom Kalamazoo (Latijn: Dioecesis Kalamazuensis) is een rooms-katholiek bisdom met als zetel Kalamazoo in het zuidwesten van Michigan. Het is een suffragaan bisdom van het aartsbisdom Detroit. Het bisdom werd opgericht in 1970 uit delen van de bisdommen Grand Rapids en Lansing.
In 2019 telde het bisdom 46 parochies. Het bisdom heeft een oppervlakte van 13.817 km2 en omvat de county's Allegan, Barry, Van Buren, Kalamazoo, Calhoun, Berrien, Cass, St. Joseph en Branch. Het bisdom telde in 2019 959.496 inwoners waarvan 10% rooms-katholiek was. 
De katholieke universiteit Nazareth College is gevestigd in het bisdom. Dit is sinds 1924 een universitaire instelling van de Zusters van Sint-Jozef, aanvankelijk enkel voor meisjes maar vanaf 1971 gemengd.

## Bisschoppen
- Paul Vincent Donovan (1971-1994)
- Alfred John Markiewicz (1994-1997)
- James Albert Murray (1997-2009)
- Paul Joseph Bradley (2009-2023)
- Edward Mark Lohse (2023-)